# Liste der Nummer-eins-Hits in Irland (2007)
Dies ist eine Liste der Nummer-eins-Hits in Irland im Jahr 2008. Sie basiert auf den offiziellen Single und Album Top 100 der irischen Charts, die im Auftrag der Irish Recorded Music Association (IRMA) erstellt werden. Es gab in diesem Jahr 15 Nummer-eins-Singles und 25 Nummer-eins-Alben.

## Singles
| ← 2006 ← | Liste der Nummer-eins-Hits in Irland | Liste der Nummer-eins-Hits in Irland | Liste der Nummer-eins-Hits in Irland | 2008 →                    |
| \| Zeitraum \| Wo. ges. \| Interpret \| Titel Autor(en) \| Zusätzliche Informationen \| \| (Zeitraum, Wochen auf Platz eins, Interpret, Titel, Autor[en], zusätzliche Informationen) \| \| \| \| \| \| ----------------------------------------------------------------------------------------- \| -------- \| ------------------------------------ \| --------------------- \| ------------------------- \| \| 21. Dezember 2006 – 31. Januar 2007 6 Wochen \| 6 \| Leona Lewis \| A Moment Like This \| – \| \| 1. Februar 2007 – 21. März 2007 7 Wochen \| 7 \| Mika \| Grace Kelly \| – \| \| 22. März 2007 – 28. März 2007 1 Woche \| 1 \| 21 Demands \| Give Me a Minute \| – \| \| 29. März 2007 – 4. April 2007 1 Woche \| 1 \| The Fray \| How to Save a Life \| – \| \| 5. April 2007 – 18. April 2007 2 Wochen (insgesamt 3) \| 3 \| Avril Lavigne \| Girlfriend \| – \| \| 19. April 2007 – 25. April 2007 1 Woche (insgesamt 2) \| 2 \| Beyoncé & Shakira \| Beautiful Liar \| – \| \| 26. April 2007 – 2. Mai 2007 1 Woche \| 1 \| Brian McFadden \| Like Only a Woman Can \| – \| \| 3. Mai 2007 – 9. Mai 2007 1 Woche (insgesamt 2) \| 2 \| Beyoncé & Shakira \| Beautiful Liar \| – \| \| 10. Mai 2007 – 16. Mai 2007 1 Woche (insgesamt 3) \| 3 \| Avril Lavigne \| Girlfriend \| – \| \| 17. Mai 2007 – 23. Mai 2007 1 Woche \| 1 \| Akon \| Don’t Matter \| – \| \| 24. Mai 2007 – 18. Juli 2007 8 Wochen \| 8 \| Rihanna feat. Jay-Z \| Umbrella \| – \| \| 19. Juli 2007 – 25. Juli 2007 1 Woche \| 1 \| Fergie \| Big Girls Don’t Cry \| – \| \| 26. Juli 2007 – 29. August 2007 5 Wochen \| 5 \| Timbaland feat. Keri Hilson & D.O.E. \| The Way I Are \| – \| \| 30. August 2007 – 26. September 2007 4 Wochen \| 4 \| Sean Kingston \| Beautiful Girls \| – \| \| 27. September 2007 – 24. Oktober 2007 4 Wochen \| 4 \| Shayne Ward \| If That’s OK with You \| – \| \| 25. Oktober 2007 – 19. Dezember 2007 8 Wochen \| 8 \| Leona Lewis \| Bleeding Love \| – \| \| 20. Dezember 2007 – 9. Januar 2008 3 Wochen \| 3 \| Leon Jackson \| When You Believe \| – \| |                                      |                                      |                                      |                           |
| ← 2006 |                                      |                                      |                                      | → 2008 →                  |
| Zeitraum | Wo. ges.                             | Interpret                            | Titel Autor(en)                      | Zusätzliche Informationen |
| (Zeitraum, Wochen auf Platz eins, Interpret, Titel, Autor[en], zusätzliche Informationen) |                                      |                                      |                                      |                           |
| 21. Dezember 2006 – 31. Januar 2007 6 Wochen | 6                                    | Leona Lewis                          | A Moment Like This                   | –                         |
| 1. Februar 2007 – 21. März 2007 7 Wochen | 7                                    | Mika                                 | Grace Kelly                          | –                         |
| 22. März 2007 – 28. März 2007 1 Woche | 1                                    | 21 Demands                           | Give Me a Minute                     | –                         |
| 29. März 2007 – 4. April 2007 1 Woche | 1                                    | The Fray                             | How to Save a Life                   | –                         |
| 5. April 2007 – 18. April 2007 2 Wochen (insgesamt 3) | 3                                    | Avril Lavigne                        | Girlfriend                           | –                         |
| 19. April 2007 – 25. April 2007 1 Woche (insgesamt 2) | 2                                    | Beyoncé & Shakira                    | Beautiful Liar                       | –                         |
| 26. April 2007 – 2. Mai 2007 1 Woche | 1                                    | Brian McFadden                       | Like Only a Woman Can                | –                         |
| 3. Mai 2007 – 9. Mai 2007 1 Woche (insgesamt 2) | 2                                    | Beyoncé & Shakira                    | Beautiful Liar                       | –                         |
| 10. Mai 2007 – 16. Mai 2007 1 Woche (insgesamt 3) | 3                                    | Avril Lavigne                        | Girlfriend                           | –                         |
| 17. Mai 2007 – 23. Mai 2007 1 Woche | 1                                    | Akon                                 | Don’t Matter                         | –                         |
| 24. Mai 2007 – 18. Juli 2007 8 Wochen | 8                                    | Rihanna feat. Jay-Z                  | Umbrella                             | –                         |
| 19. Juli 2007 – 25. Juli 2007 1 Woche | 1                                    | Fergie                               | Big Girls Don’t Cry                  | –                         |
| 26. Juli 2007 – 29. August 2007 5 Wochen | 5                                    | Timbaland feat. Keri Hilson & D.O.E. | The Way I Are                        | –                         |
| 30. August 2007 – 26. September 2007 4 Wochen | 4                                    | Sean Kingston                        | Beautiful Girls                      | –                         |
| 27. September 2007 – 24. Oktober 2007 4 Wochen | 4                                    | Shayne Ward                          | If That’s OK with You                | –                         |
| 25. Oktober 2007 – 19. Dezember 2007 8 Wochen | 8                                    | Leona Lewis                          | Bleeding Love                        | –                         |
| 20. Dezember 2007 – 9. Januar 2008 3 Wochen | 3                                    | Leon Jackson                         | When You Believe                     | –                         |

## Alben
| ← 2006 ← | Liste der Nummer-eins-Hits in Irland | Liste der Nummer-eins-Hits in Irland  | Liste der Nummer-eins-Hits in Irland | 2008 →                    |
| \| Zeitraum \| Wo. ges. \| Interpret \| Titel \| Zusätzliche Informationen \| \| (Zeitraum, Wochen auf Platz eins, Interpret, Titel, zusätzliche Informationen) \| \| \| \| \| \| ------------------------------------------------------------------------------ \| -------- \| ------------------------------------- \| --------------------------------- \| ------------------------- \| \| 23. Dezember 2006 – 3. Januar 2007 2 Wochen \| 2 \| Westlife \| The Love Album \| – \| \| 4. Januar 2007 – 10. Januar 2007 1 Woche \| 1 \| U2 \| 18 Singles \| – \| \| 11. Januar 2007 – 28. Februar 2007 7 Wochen (insgesamt 11) \| 11 \| Snow Patrol \| Eyes Open \| – \| \| 1. März 2007 – 7. März 2007 1 Woche \| 1 \| Take That \| Beautiful World \| – \| \| 8. März 2007 – 14. März 2007 1 Woche \| 1 \| Arcade Fire \| Neon Bible \| – \| \| 15. März 2007 – 18. April 2007 5 Wochen \| 5 \| Cascada \| Everytime We Touch \| – \| \| 19. April 2007 – 25. April 2007 1 Woche \| 1 \| Avril Lavigne \| The Best Damn Thing \| – \| \| 26. April 2007 – 16. Mai 2007 3 Wochen \| 3 \| Arctic Monkeys \| Favourite Worst Nightmare \| – \| \| 17. Mai 2007 – 30. Mai 2007 2 Wochen \| 2 \| Linkin Park \| Minutes to Midnight \| – \| \| 31. Mai 2007 – 6. Juni 2007 1 Woche \| 1 \| Jeff Buckley \| So Real: Songs from Jeff Buckley \| – \| \| 7. Juni 2007 – 13. Juni 2007 1 Woche \| 1 \| Bruce Springsteen & the Sessions Band \| Live in Dublin \| – \| \| 14. Juni 2007 – 4. Juli 2007 3 Wochen \| 3 \| Traveling Wilburys \| The Traveling Wilburys Collection \| – \| \| 5. Juli 2007 – 11. Juli 2007 1 Woche (insgesamt 2) \| 2 \| Rihanna \| Good Girl Gone Bad \| – \| \| 12. Juli 2007 – 18. Juli 2007 1 Woche \| 1 \| Interpol \| Our Love to Admire \| – \| \| 19. Juli 2007 – 1. August 2007 2 Wochen \| 2 \| Paul Potts \| One Chance \| – \| \| 2. August 2007 – 15. August 2007 2 Wochen (insgesamt 5) \| 5 \| Timbaland \| Shock Value \| – \| \| 16. August 2007 – 22. August 2007 1 Woche \| 1 \| Kings of Leon \| Because of the Times \| – \| \| 23. August 2007 – 12. September 2007 3 Wochen (insgesamt 5) \| 5 \| Timbaland \| Shock Value \| – \| \| 13. September 2007 – 19. September 2007 1 Woche \| 1 \| 50 Cent \| Curtis \| – \| \| 20. September 2007 – 3. Oktober 2007 2 Wochen \| 2 \| James Blunt \| All the Lost Souls \| – \| \| 4. Oktober 2007 – 31. Oktober 2007 4 Wochen \| 4 \| Bruce Springsteen \| Magic \| – \| \| 1. November 2007 – 7. November 2007 1 Woche \| 1 \| Britney Spears \| Blackout \| – \| \| 8. November 2007 – 14. November 2007 1 Woche \| 1 \| Westlife \| Back Home \| – \| \| 15. November 2007 – 28. November 2007 2 Wochen \| 2 \| Leona Lewis \| Spirit \| – \| \| 29. November 2007 – 19. Dezember 2007 3 Wochen \| 3 \| Shayne Ward \| Breathless \| – \| \| 20. Dezember 2007 – 2. Januar 2008 2 Wochen (insgesamt 3) \| 3 \| Michael Bublé \| Call Me Irresponsible \| – \| |                                      |                                       |                                      |                           |
| ← 2006 |                                      |                                       |                                      | → 2008 →                  |
| Zeitraum | Wo. ges.                             | Interpret                             | Titel                                | Zusätzliche Informationen |
| (Zeitraum, Wochen auf Platz eins, Interpret, Titel, zusätzliche Informationen) |                                      |                                       |                                      |                           |
| 23. Dezember 2006 – 3. Januar 2007 2 Wochen | 2                                    | Westlife                              | The Love Album                       | –                         |
| 4. Januar 2007 – 10. Januar 2007 1 Woche | 1                                    | U2                                    | 18 Singles                           | –                         |
| 11. Januar 2007 – 28. Februar 2007 7 Wochen (insgesamt 11) | 11                                   | Snow Patrol                           | Eyes Open                            | –                         |
| 1. März 2007 – 7. März 2007 1 Woche | 1                                    | Take That                             | Beautiful World                      | –                         |
| 8. März 2007 – 14. März 2007 1 Woche | 1                                    | Arcade Fire                           | Neon Bible                           | –                         |
| 15. März 2007 – 18. April 2007 5 Wochen | 5                                    | Cascada                               | Everytime We Touch                   | –                         |
| 19. April 2007 – 25. April 2007 1 Woche | 1                                    | Avril Lavigne                         | The Best Damn Thing                  | –                         |
| 26. April 2007 – 16. Mai 2007 3 Wochen | 3                                    | Arctic Monkeys                        | Favourite Worst Nightmare            | –                         |
| 17. Mai 2007 – 30. Mai 2007 2 Wochen | 2                                    | Linkin Park                           | Minutes to Midnight                  | –                         |
| 31. Mai 2007 – 6. Juni 2007 1 Woche | 1                                    | Jeff Buckley                          | So Real: Songs from Jeff Buckley     | –                         |
| 7. Juni 2007 – 13. Juni 2007 1 Woche | 1                                    | Bruce Springsteen & the Sessions Band | Live in Dublin                       | –                         |
| 14. Juni 2007 – 4. Juli 2007 3 Wochen | 3                                    | Traveling Wilburys                    | The Traveling Wilburys Collection    | –                         |
| 5. Juli 2007 – 11. Juli 2007 1 Woche (insgesamt 2) | 2                                    | Rihanna                               | Good Girl Gone Bad                   | –                         |
| 12. Juli 2007 – 18. Juli 2007 1 Woche | 1                                    | Interpol                              | Our Love to Admire                   | –                         |
| 19. Juli 2007 – 1. August 2007 2 Wochen | 2                                    | Paul Potts                            | One Chance                           | –                         |
| 2. August 2007 – 15. August 2007 2 Wochen (insgesamt 5) | 5                                    | Timbaland                             | Shock Value                          | –                         |
| 16. August 2007 – 22. August 2007 1 Woche | 1                                    | Kings of Leon                         | Because of the Times                 | –                         |
| 23. August 2007 – 12. September 2007 3 Wochen (insgesamt 5) | 5                                    | Timbaland                             | Shock Value                          | –                         |
| 13. September 2007 – 19. September 2007 1 Woche | 1                                    | 50 Cent                               | Curtis                               | –                         |
| 20. September 2007 – 3. Oktober 2007 2 Wochen | 2                                    | James Blunt                           | All the Lost Souls                   | –                         |
| 4. Oktober 2007 – 31. Oktober 2007 4 Wochen | 4                                    | Bruce Springsteen                     | Magic                                | –                         |
| 1. November 2007 – 7. November 2007 1 Woche | 1                                    | Britney Spears                        | Blackout                             | –                         |
| 8. November 2007 – 14. November 2007 1 Woche | 1                                    | Westlife                              | Back Home                            | –                         |
| 15. November 2007 – 28. November 2007 2 Wochen | 2                                    | Leona Lewis                           | Spirit                               | –                         |
| 29. November 2007 – 19. Dezember 2007 3 Wochen | 3                                    | Shayne Ward                           | Breathless                           | –                         |
| 20. Dezember 2007 – 2. Januar 2008 2 Wochen (insgesamt 3) | 3                                    | Michael Bublé                         | Call Me Irresponsible                | –                         |